# محمد سيف زاده
محمد سيف زاده (بالفارسية: سید محمد سیف زاده) من مواليد عام 1948، هو محامي إيراني المحامي وناشط في مجال حقوق الإنسان وأحد مؤسسي مركز الدفاع عن حقوق الإنسان في إيران. هو الأخ الأكبر لحسين سيف زاده أستاذ العلوم السياسية.
كان سيف زاده عضوا ضمنَ الفريق القانوني لشيرين عبادي بعدما نال جائزة نوبل للسلام في عام 2004 عندما دافعَ الفريقُ ببسالة في حداث مقتل المصورة الصحفية الكندية زهرة كاظمي التي قضت نحبها في أحد السجون الإيرانية.
في تشرين الأول/أكتوبر 2010؛ وجّهت السلطات في جمهورية إيران الإسلاميّة عددًا من التهم لمحمد سيف زاده بمَا في ذلك التآمر والتجمع بغرض تعطيل الأمن الداخلي ونشر أنشطة ضد النظام وتأسيس مركز المدافعين عن حقوق الإنسان. حُكم عليه بالسجن 9 سنوات إلى 10 من حظرهِ من ممارسة أيّ نشاط قانوني. ردّ محمد بالتأكيد على أنّ إجراءات المحكمة غير قانونيّة ولا مرجعَ لها، ثم قدّم استئنافًا وحُكم لصالحه في نهاية المطاف.
في نيسان/أبريل 2011؛ زارَ محمد مدينة أرومية على الحدود التركية فقُبضَ عليه مُجددًا بتهمة محاولة مغادرة البلاد بطريقة غير مشروعة في حين أكّد محامي محمّد أنّ هذا الأخير قد زارَ المدينة الحُدودية في إطار مشروع بحثي لا غير. حُبس في السّجن فحاولت مختلف المنظمات على غِرار الفدرالية الدولية لحقوق الإنسان ومراسلون بلا حدود الضغط من أجل الإفراج عنه كما طالبت بضرورة تمتيعه بكافّة حقوقهِ، فيمَا اعتبرتهُ منظمة العفو الدولية سجين رأي.